# Scinax perereca
A Scinax perereca a kétéltűek (Amphibia) osztályának békák (Anura) rendjébe és a levelibéka-félék (Hylidae) családjába tartozó faj.

## Előfordulása
A faj Argentínában, Brazíliában és Paraguayban él. Természetes élőhelye szubtrópusi vagy trópusi nedves síkvidéki erdők, édesvízi mocsarak, időszakos édesvízi mocsarak, lepusztult erdők, pocsolyák, csatornák és árkok. A fajt élőhelyének elvesztése fenyegeti.